# Vitalitate urbană
Vitalitatea urbană este calitatea spațiilor din orașe care au capacitatea de a atrage persoane diverse pentru diferite tipuri de activități în diferite momente ale zilei. Zonele urbane cu o vitalitate ridicată sunt percepute ca fiind vii, animate sau pline de energie și de obicei atrag oameni pentru a-și desfășura activitățile, a se plimba sau a sta. Cu toate acestea, zonele cu vitalitate scăzută resping oamenii și pot fi percepute ca nesigure.
Indicele de vitalitate urbană este o măsură a acestei calități și, în ultimii ani, a devenit o unealtă fundamentală pentru planificarea politicilor urbane, în special pentru intervenția în spațiile cu vitalitate scăzută. În plus, este folosit pentru gestionarea corespunzătoare a spațiilor cu vitalitate ridicată, deoarece succesul anumitor zone poate duce la procese de gentrificare și turistificare care, paradoxal, pot reduce vitalitatea care le-a făcut populare.
Conceptul de vitalitate urbană se bazează pe contribuțiile lui Jane Jacobs, în special cele din lucrarea sa cea mai influentă, Moartea și viața marilor orașe americane. Jacobs a criticat arhitectura modernă și raționalistă din anii 1960, susținută de Robert Moses sau Le Corbusier, a cărei figură centrală era mașina privată. Ea a argumentat că aceste tipuri de planificare urbană neglijau și simplificau excesiv complexitatea vieții umane. Jacobs s-a opus programelor de reamenajare urbană la scară mare care au afectat întregi cartiere și au construit drumuri de mare capacitate prin centrul orașelor. În schimb, a pledat pentru dezvoltarea densă cu utilizare mixtă și pentru străzi pietonale, cu "ochi pe stradă" din partea trecătorilor care ajută la menținerea ordinii publice.
În prezent, conceptul de vitalitate urbană revalorizează urbanismul mediteranean și istoria sa, în care spațiul public, pietonalitatea și piețele au o mare importanță ca centre de interacțiune și coeziune socială, în opoziție cu urbanismul anglo-saxon al marilor infrastructuri urbane, a distanțelor lungi și concentrat pe mașini.

## Condiții pentru o vitalitate urbană ridicată
Vitalitatea urbană poate fi cuantificată prin analiza elementelor care o determină. Printre acestea se numără:
- Diversitatea utilizării spațiului care poate atrage diferite tipuri de persoane pentru activități variate în diferite momente ale zilei, ceea ce face ca spațiul să fie în mod constant ocupat și îmbunătățește siguranța acestuia.

- Oportunități de contact personal cu blocuri, cartiere și spații deschise care nu sunt prea mari, deoarece reduc numărul posibilelor intersecții și interacțiuni sociale.

- Diversitatea clădirilor cu caracteristici și vârste variate, astfel încât persoanele cu diferite capacități financiare să poată locui în toate zonele orașului, evitând formarea de ghetouri.

- Densitatea mare a populației, zonele rezidențiale fiind esențiale pentru atragerea altor tipuri de activități.

- Accesibilitate pentru toate persoanele fără a depinde de transportul privat, cu prioritate pentru zonele pietonale, fiind cea mai democratică, durabilă și economică, urmată de accesul cu bicicleta și de transportul public.

- Distanța față de elementele de frontieră, cum ar fi clădiri mari, centuri de ocolire, linii de tren la suprafață sau parcuri urbane mari, care descurajează utilizarea străzilor.